# 미쿠리야촌 (시즈오카현)
사즈가촌(일본어: 御厨村)은 일본 시즈오카현의 서부, 이와타군에 속했던 촌이다. 2020년 개업한 미쿠리야역 주변에 해당한다. 

## 역사
- 1889년 4월 1일 - 정촌제 시행에 의해 야마나군 미쿠리야촌이 성립하였다.
- 1896년 4월 1일 - 군 개편에 의해 이와타군으로 변경되었다.
- 1955년 1월 1일 - 미쿠리야촌, 오부세촌, 무카사촌, 미나미미쿠리야촌의 일부가 이와타시에 편입되었다.

## 교통
일본국유철도 도카이도 본선이 촌을 통과하고 있었지만 역은 설치되지 않았다. 후에 2020년 3월 14일에 미쿠리야역이 영업을 개시하였다. 역은 미쿠리야촌에서 유래되었다.

## 참고문헌
- 磐田市誌編纂執筆委員会 編『磐田市誌』 下巻、静岡県磐田市、1956年9月25日。NDLJP:3015367。
- 角川日本地名大辞典 22 静岡県